# غالينا فوكينا
غالينا فوكينا مواليد 17 يناير 1984 في موسكو، هي لاعبة كرة مضرب روسية سابقة بدأت مسيرتها كمحترفة سنة 1999، اعتزلت اللعب في 2013. كما أنها إحدى بطلات الجراند سلام. أعلى تصنيف لها في الفردي كان المركز الـ 168 في سنة 2002. أعلى تصنيف لها في الزوجي كان المركز الـ 79 في سنة 2002.

## النهائيات

### الزوجي: 1 (0–1)
| الحصيلة | الرقم | التاريخ       | الدورة                    | الأرضية | الشريك    | المنافس                        | النتيجة  |
| الوصافة | 1.    | 16 يونيو 2002 | طشقند المفتوحة، أوزبكستان | صلبة    | ميا بوريك | تاتيانا بربينيس تاتيانا بوتشيك | 5–7, 2–6 |

## روابط خارجية
- غالينا فوكينا على موقع رابطة محترفات التنس (الإنجليزية)
- غالينا فوكينا على موقع الاتحاد الدولي لكرة المضرب (الإنجليزية)